# Vidarabin
Vidarabin (araA) ist ein Isomer des Nukleosids Adenosin und strukturell mit Fludarabin verwandt. Es besteht aus einer Furanose (Zucker) und dem Adenin. Es enthält – im Gegensatz zu den meisten Nukleosiden – anstelle der β-D-Ribofuranose die β-D-Arabinofuranose und gehört damit zur Gruppe der Arabinosylnukleoside.

## Eigenschaften
Nach Phosphorylierung zum Vidarabin-Triphosphat hemmt es die DNA-Polymerase in den Körperzellen. Es wirkt somit zytotoxisch.

## Verwendung
Vidarabin war ursprünglich ein Zytostatikum und wird wie Ganciclovir als Virostatikum bei schweren Verlaufsformen der Herpes-simplex- und dem Varizella-Zoster-Virus eingesetzt. Inzwischen hat es dafür aber an Bedeutung verloren, weil das später entwickelte Aciclovir sicherer wirkt. Es kann intravenös aber auch lokal in Salbenform (3 % Vidarabin) eingesetzt werden.

## Nebenwirkungen
Als Nebenwirkungen können lokale Reizerscheinungen auftreten, bei hoher Dosierung Übelkeit.